# Maniewo
Maniewo (prononciation : [maˈɲevɔ], en allemand : Marienau) est un village polonais de la gmina d'Oborniki dans le powiat d'Oborniki de la voïvodie de Grande-Pologne dans le centre-ouest de la Pologne.
Il se situe à environ 7 kilomètres au sud-est d'Oborniki (siège de la gmina et du powiat), et à 23 kilomètres au nord de Poznań (capitale de la Grande-Pologne).

## Histoire
De 1975 à 1998, le village faisait partie du territoire de la voïvodie de Poznań.

Depuis 1999, Maniewo est situé dans la voïvodie de Grande-Pologne.
Le village possède une population de 420 habitants en 2009.